# Akademischer EHC Zürich
Akademischer EHC Zürich (celým názvem: Akademischer Eishockeyclub Zürich) je švýcarský klub ledního hokeje, který sídlí v Curychu ve stejnojmenném kantonu. Založen byl v roce 1908. Poslední účast v nejvyšší soutěži je datováno k sezóně 1936/37. Největším úspěchem klubu je druhé místo v nejvyšší soutěži v letech 1920 a 1921. Klubové barvy jsou modrá a černá.
Své domácí zápasy odehrává v Eisbahn Dolder s kapacitou 3 800 diváků.

## Přehled ligové účasti
Zdroj:
- 1911–1913: Championnat National (1. ligová úroveň ve Švýcarsku)
- 1919–1922: Championnat National (1. ligová úroveň ve Švýcarsku)
- 1931–1932: Championnat National (1. ligová úroveň ve Švýcarsku)
- 1933–1934: Championnat National (1. ligová úroveň ve Švýcarsku)
- 1935–1937: Championnat National (1. ligová úroveň ve Švýcarsku)

## Účast v mezinárodních pohárech
Zdroj:
Legenda: SP – Spenglerův pohár, EHP – Evropský hokejový pohár, EHL – Evropská hokejová liga, SSix – Super six, IIHFSup – IIHF Superpohár, VC – Victoria Cup, HLMI – Hokejová liga mistrů IIHF, ET – European Trophy, HLM – Hokejová liga mistrů, KP – Kontinentální pohár
- SP 1929 – Základní skupina A (4. místo)
- SP 1930 – Základní skupina A (3. místo)
- SP 1931 – Základní skupina (9. místo)
- SP 1932 – Základní skupina A (4. místo)